# Fuck Buttons
Fuck Buttons — британский электронный музыкальный дуэт, образованный в 2004 году в Бристоле Эндрю Хангом и Бенджамином Джоном Пауэром. Их творчество, вдохновлённое нойзом, получило широкое признание критиков в конце 2000-х и начале 2010-х годов.
Экспериментальный дуэт образовался в конце 2004 года и подписал контракт с лейблом ATP Recordings, выпустив сингл «Bright Tomorrow» осенью 2007 года, а вскоре после этого последовали живые выступления по всей Англии (с Liars, Stars of the Lid и Deerhunter, если назвать несколько). Они выпустили свой первый альбом Street Horrrsing, который был спродюсирован Джоном Каммингсом из Mogwai, в 2008 году. Дуэт пригласил Эндрю Уизеролла из Two Lone Swordsmen для продюсирования следующего альбома Tarot Sport, в котором Fuck Buttons двигались в блаженном, более откровенно электронном направлении. «Olympians» из этого альбома была использована во время церемонии открытия летних Олимпийских игр 2012 года вместе с треком «Sundowner» из сольного проекта Пауэра Blanck Mass. Третий альбом Fuck Buttons, Slow Focus, был спродюсирован самостоятельно и вышел в июле 2013 года.

## Сольные и сайд-проекты
Эндрю Ханг
В 2012 году Эндрю Ханг основал новый проект под названием Dawn Hunger с вокалисткой Клэр Инглис и музыкантом Мэтью де Пулфордом. Он также выпустил свой сольный дебютный EP под названием Rave Cave в 2015 году. Ханг выпустил свой первый сольный дебютный LP Realisationship (Lex Records) 6 октября 2017 года.
Ханг также работает в качестве продюсера. В 2016 году он был соавтором и сопродюсером нового альбома Бета Ортона Kidsticks. В 2020 году вышел дебютный альбом Эйми Осборн под названием ARO, Ханг был соавтором и продюсером трёх треков в альбоме.
Ханг также работал над музыкой для телевидения и фильмов. Работал с режиссёром Джимом Хоскином над культовым фильмом The Greasy Strangler, An Evening With Beverly Luff Linn и сериалом Tropical Cop Tales для Adult Swim.
Бенджамин Джон Пауэр
Пауэр основал свой сольный проект Blanck Mass в 2011 году. Он гастролировал с Sigur Rós, а трек «Sundowner» использовался в ключевых моментах церемонии открытия Олимпийских игр 2012 года. Впервые он прозвучал, когда военнослужащие вносили флаг Союза на стадион.

## Дискография
Смотри статью «Дискография Fuck Buttons» в англ. разделе.
- Street Horrrsing (CD / 2×LP, ATPR, 2008)
- Tarot Sport (CD / 2×LP, ATPR, 2009) UK No. 79, U.S. Dance No. 9, U.S. Heatseekers No. 18[15]
- Slow Focus (CD / 2xLP, ATPR, 2013) UK No. 36